# Antidoron

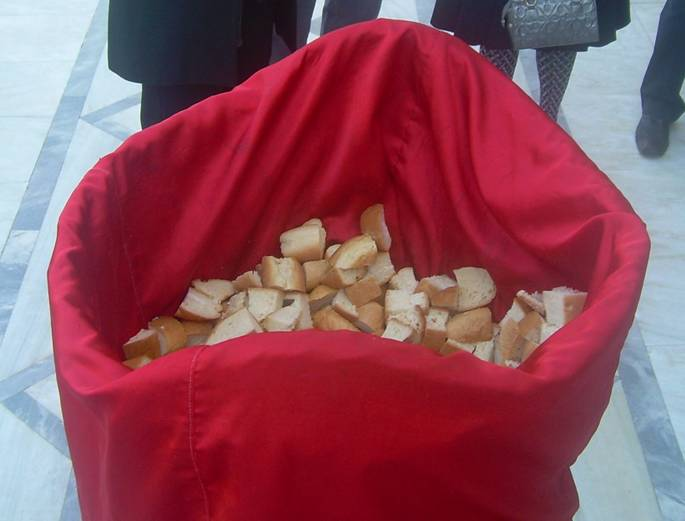
Antidora

Antidoron (griech. ἀντίδωρον, „Ersatzgabe“) heißt in den Kirchen des byzantinischen Ritus gesegnetes Brot, das nach der Eucharistiefeier ausgeteilt wird. Es ist nicht der sakramentale Leib Christi und darum nicht allein den zur Kommunion zugelassenen orthodoxen Gläubigen vorbehalten.

## Liturgiegeschichtlicher Hintergrund
Das Antidoron gilt als ein Rest der altkirchlichen Gewohnheit der Gläubigen, die für die Eucharistie, für die Agape und für die Armenfürsorge benötigten Speisen zur Kirche zu bringen, wo sie für die verschiedenen Zwecke aufgeteilt und verwendet wurden. Tatsächlich entwickelte sich das Antidoron im mittelalterlichen Konstantinopel aus der klösterlichen Feier der Typika.

## Heutiger Brauch
Heute werden, gemäß jahrhundertealtem Brauch, den für die Eucharistie bereitgestellten Broten zunächst die zur Konsekration bestimmten Teile entnommen. Das übrig bleibende Brot wird in kleine Stücke geschnitten; diese werden gesegnet und als Antidora verteilt.

## Verwandte Riten
Auch andere Ostkirchen kennen unter verschiedenen Bezeichnungen denselben Brauch, praktizieren ihn jedoch nicht allsonntäglich. Im römischen Ritus gibt es zu verschiedenen Heiligenfesten Brotsegnungen, etwa am Fest der hl. Agatha.
In Taizé wird nach der sonntäglichen Eucharistie, sowie bei allen Morgengebeten mit Kommunionspendung gesegnetes Brot für die Ungetauften sowie für diejenigen Christen ausgeteilt, die aus persönlichen Gründen nicht kommunizieren wollen. In ökumenischen Gottesdiensten wird gelegentlich gesegnetes Brot ausgeteilt.